# Tiroteo del Curtis Culwell Center
El 3 de mayo del 2015, dos hombres, Elton Simpson y Nadir Soof, dispararon en el tobillo a un policía con armas de fuego en la entrada del Culwell Curtis Center, un palacio de convenciones y la propiedad del Distrito Escolar Independiente de Garland (GISD por sus siglas en inglés), donde se estaba llevando a cabo una exposición de dibujos del profeta Mahoma. Los atacantes fueron abatidos a disparos por los SWAT.
El Estado Islámico de Irak y Levante reivindicó el atentado, aunque se cree que fue perpetrado por lobos solitarios inspirándose en el ISIS.